# NGC 1967
NGC 1967 ist die Bezeichnung eines offenen Sternhaufens im Sternbild Dorado. Das Objekt wurde in den 1830er Jahren von John Herschel entdeckt.